# Киязы
Киязы — река в России, протекает по Буздякскому району Башкортостана. Устье реки находится на 104-м км левого берега реки Чермасан. Длина реки составляет 33 км. Площадь водосборного бассейна 231 км².
У истока расположен посёлок Киязибаш. Ниже по течению посёлок Кызыл-Елга, у впадения реки Урзай — Староактау, далее Ураново, Каран, Байраш, Ишменево, Амирово, Юрактау и Урал.
Крупнейший приток — Урзай, справа в Киязы также впадает ручей Ишмянкаран.

## Данные водного реестра
По данным государственного водного реестра России относится к Камскому бассейновому округу, водохозяйственный участок реки — Белая от города Уфы до города Бирска, речной подбассейн реки — Белая. Речной бассейн реки — Кама.
Код объекта в государственном водном реестре — 10010201512111100025279.